# Барбьери, Федора
Федо́ра Барбье́ри (итал. Fedora Barbieri; 4 июня 1920, Триест — 4 марта 2003, Флоренция) — итальянская оперная певица, драматическое меццо-сопрано, одна из крупнейших певиц своего времени, знаменитая исполнительница вердиевского репертуара.

## Биография
Федора Барбьери училась пению под наставничеством Ф. Бугамелли и Л. Тоффоло. На конкурсе в Театре Коммунале во Флоренции выиграла стипендию и завершила свою вокальную и сценическую подготовку под руководством Джулии Тесс.
4 ноября 1940 года Федора Барбьери впервые вышла на театральную сцену и с большим успехом у публики и у критики исполнила партию Фидальмы в «Тайном браке» Чимарозы в Театре Коммунале. На следующий вечер она пела Азучену в «Трубадуре», заменив неожиданно заболевшую Джанну Педерцини. Для Барбьери это был двойной триумф, открывший для неё двери наиболее престижных театров Италии и других стран, утвердивший её как наиболее значительный голос меццо-сопрано и контральто тех лет.
С 1942 года Барбьери пела в Ла Скала, где с успехом дебютировала с партией Мег Пейдж в «Фальстафе». В Метрополитен-опера Барбьери впервые выступила в роли Эболи в опере «Дон Карлос» в 1950 году и за свою карьеру выходила на эту сцену 95 раз в 11 ролях. Певица была участницей и первого представления «Дона Карлоса» в известной постановке Висконти в Ковент-Гардене в 1958 году. Выступала до конца 1980-х. В 1982 году Барбьери сыграла роль Мамы Лючии в фильме-опере Ф. Дзефирелли «Сельская честь». Эту партию актриса спела на бенефисе в честь 60-летия творческой деятельности в 2000 году во Флоренции.
В 1991 году Федора Барбьери дебютировала в качестве режиссёра, поставив с большим успехом в оперном театре города Лодзи, в Польше, «Сельскую честь» П. Масканьи. До конца жизни выступала в концертах, проводила мастер-классы. Барбьери была бессменным членом жюри Международного конкурса молодых оперных певцов Елены Образцовой.
Федора Барьбьери была замужем за музыкальным режиссёром Луиджи Барцолетти, принимавшим участие в организации ей карьеры и умершим раньше неё. Супруги имели двоих сыновей.
Елена Образцова организовала Международный конкурс меццо-сопрано памяти Федоры Барбьери в Санкт-Петербурге (2012).

## Творчество
Федора Барбьери обладала сильным голосом тёплой окраски с богатым нижним регистром, достойным голосов её партнёров по сцене — Зинки Милановой,  Юсси Бьёрлинга, Леонарда Уоррена, Чезаре Сьепи, Марии Каллас, Джузеппе ди Стефано, Тито Гобби, Бориса Христова. Репертуар певицы включал более ста партий. В книге «Вокальные параллели» Дж. Лаури-Вольпи отмечал безупречную вокальную технику, пластичность и чувство вокальной формы певицы.
По складу дарования ей были ближе драматические партии — Азучена, Амнерис; Эболи, Ульрика («Дон Карлос», «Бал-маскарад»), Кармен, Далила. Мастерство Барбьери как комедийной артистки раскрылось в партиях Квикли («Фальстаф»).
Помимо выдающихся вокальных данных, Федора Барбьери отличалась актёрской многогранностью и сценическим артистизмом, принёсшими ей признание и восхищение самых крупных дирижёров того времени: Артуро Тосканини, Вильгельма Фуртвенглера, Виктора де Сабата, Димитриса Митропулоса, Артур Родзинский, Леонард Бернстайн, Туллио Серафин, Джанандреа Гаваццени, Герберт фон Караян, Клаудио Аббадо, самых знаменитых режиссёров: Лукино Висконти, Франко Дзеффирелли, Вильгельма Пабста, Жан-Пьера Поннеля.
Среди многочисленных наград Федоры Барбьери — «Рыцарский Орден Командора» (Великобритания), «Кавалер Большого Креста» (Италия, 2000).

## Записи

### Студийные записи
- Un ballo in maschera («Бал-маскарад» Дж. Верди) — Б. Джильи, М. Канилья, Дж. Беки; дирижёр Т. Серафин — EMI, 1943
- La Cenerentola («Золушка» Дж. Россини) — фильм, только голос, 1948
- La Gioconda («Джоконда» А. Понкьелли) — М. Каллас, Дж. Поджи, П. Сильвери[англ.], Дж. Нери[англ.]; дирижёр А. Вотто — Cetra, 1952
- Il trovatore («Трубадур» Дж. Верди) — Ю. Бьёрлинг, З. Миланова, Л. Уоррен, Н. Москона[англ.]; дирижёр Р. Челлини[англ.] — RCA, 1952
- La Favorita («Фаворитка» Г. Доницетти) — Дж. Раймонди, К. Тальябу[англ.], Дж. Нери; дирижёр А. Куеста — Cetra, 1954
- Aida («Аида» Дж. Верди) — З. Миланова, Ю. Бьёрлинг, Л. Уоррен, Б. Христов; дирижёр И. Перля — RCA, 1955
- Aida — М. Каллас, Р. Такер, Т. Гобби, Н. Заккария; дирижёр Т. Серафин — EMI, 1955
- Il trovatore — Дж. ди Стефано, М. Каллас, Р. Панераи, Н. Заккария; дирижёр Г. фон Караян — EMI, 1956
- Un ballo in maschera — Дж. ди Стефано, М. Каллас, Т. Гобби; дирижёр А. Вотто — EMI, 1956
- Falstaff («Фальстаф» Дж. Верди) — Т. Гобби, Р. Панераи, Э. Шварцкопф, А. Моффо, Л. Альва; дирижёр Г. фон Караян — EMI, 1956
- Suor Angelica («Сестра Анджелика» Дж. Пуччини) — В. де Лос Анхелес; дирижёр Т. Серафин — EMI, 1957
- Il barbiere di Siviglia («Севильский цирюльник» Дж. Россини) (Берта) — Ш. Милнз, Б. Силлз, Н. Гедда, Ренато Капекки, Р. Раймонди; дирижёр Дж. Ливайн — EMI, 1974

### Live
- Adriana Lecouvreur («Адриана Лекуврёр» Ф. Чилеа) (фрагм.) — М. Каллас, Б. Джильи; дирижёр Э. Паницца — Буэнос-Айрес, 1948
- Il trovatore (фрагм.) — Б. Джильи, М. Канилья; дирижёр Э. Паницца — Буэнос-Айрес, 1948
- Don Carlo ("Дон Карлос Дж. Верди) — Ю. Бьёрлинг, Ч. Сьепи, Р. Меррилл; дирижёр Ф. Штидри — Метрополитен-опера, 1950
- Messa di requiem («Реквием» Дж. Верди) — Н. Эрва[англ.], Дж. ди Стефано, Ч. Сьепи; дирижёр А. Тосканини — Карнеги-холл, 1951
- Don Carlo — Р. Такер, Дж. Хайнс, Д. Ригал, П. Сильвери; дирижёр Ф. Штидри — Метрополитен-опера, 1952
- Don Carlo — М. Пикки[англ.], Н. Росси-Лемени, Э. Маскерини[англ.], М. Педрини; дирижёр Ф. Капуана[англ.] — Генуя, 1953
- Medea («Медея (опера Керубини)|Медея» Л. Керубини) — М. Каллас, Дж. Пенно[англ.]; дирижёр Л. Бернстайн — Ла Скала, 1953
- La forza del destino («Сила судьбы» Дж. Верди) — М. дель Монако, Р. Тебальди, Альдо Протти[англ.], Ч. Сьепи; дирижёр Д. Митропулос — Флоренция, 1953
- Guerra e pace («Война и мир» С. Прокофьев) — Ф. Корелли, Э. Бастианини, Р. Картери[англ.], А. Кольцани[англ.]; дирижёр А. Родзинский — Флоренция, 1953
- Don Sebastiano («Дон Себастьян Португальский» Г. Доницетти) — Дж. Поджи, Дж. Нери, Э. Маскерини; дирижёр К. М. Джулини — Флоренция, 1955
- Aida — А. Стелла, Ф. Корелли, А. Кольцани; дирижёр В. Гуи — Неаполь, 1955
- Il trovatore — М. Филиппески[англ.], А. Стелла, А. Протти, П. Клабасси[англ.]; дирижёр Ф. Капуана — Неаполь, 1957
- Don Carlo — Дж. Викерс, Б. Христов, Т. Гобби, con Jon Vickers, Boris Christoff, Tito Gobbi; дирижёр К. М. Джулини dir. Carlo Maria Giulini — Лондон, 1958
- Il trovatore — Ф. Корелли, М. Парутто[англ.], Дж. Гуэльфи[англ.]; дирижёр Г. Сантини[англ.] — Неаполь, 1960

### Видео
- Falstaff — Дж. Таддеи, С. Коломбо, Р. Картери, А. Моффо, Л. Альва; дирижёр Т. Серафин — RAI, 1956
- Il trovatore — Л. Генджер, М. дель Монако, Э. Бастианини; дирижёр Ф. Превитали[англ.] — Hardy Classics/RAI, 1957
- Andrea Chenier («Андре Шенье» У. Джордано) — П. Доминго, Г. Бенячкова, П. Каппуччилли; дирижёр Н. Санти[англ.] — Deutsche Grammophon, 1981
- Cavalleria rusticana (Мама Лючия) — Е. Образцова, П. Доминго, Р. Брузон; дирижёр Ж. Претр, режиссёр Ф. Дзефирелли — Deutsche Grammophon, 1982